# Test for Echo
Test for Echo är det sextonde studioalbumet av det kanadensiska rockbandet Rush, och släpptes 1996. Peter Collins återkom som producent, vilket blev hans fjärde och sista med Rush. 
Låten "Driven" kom att bli basisten Geddy Lees uppvisningsnummer under de framtida turnéerna. "Resist" skulle komma att växa till en akustisk folksång på Vapor Trails och R30-turnéerna. Vid denna tidpunkt kom Rushs låtar att bli något kortare men de var ännu omkring 4-5 minuter långa i genomsnitt. Albumet kom också att bli bandets sista, innan personliga händelser i Neil Pearts liv gjorde att bandet gjorde ett uppehåll på ett halvt årtionde.
Ingen av låtarna spelades live av Rush efter 2004.

## Låtlista
1. "Test for Echo" – 5:55
2. "Driven" – 4:27
3. "Half the World" – 3:42
4. "The Color of Right" – 4:48
5. "Time and Motion" – 5:01
6. "Totem" – 4:58
7. "Dog Years" – 4:55
8. "Virtuality" – 5:43
9. "Resist" – 4:23
10. "Limbo" (instrumental) – 5:28
11. "Carve Away the Stone" – 4:05

## Musiker
- Geddy Lee - bas, synth, sång
- Alex Lifeson - akustiska och elektriska gitarrer, mandolin
- Neil Peart - trummor, cymbaler och dulcimer

## Listor
Album - Billboard (Nordamerika)
| År   | Lista             | Position |
| ---- | ----------------- | -------- |
| 1996 | The Billboard 200 | 5        |

Singlar - Billboard (Nordamerika)
| År   | Singel           | Lista                  | Position |
| ---- | ---------------- | ---------------------- | -------- |
| 1996 | "Test For Echo"  | Mainstream Rock Tracks | 1        |
| 1996 | "Half the World" | Mainstream Rock Tracks | 5        |
| 1997 | "Driven"         | Mainstream Rock Tracks | 3        |
| 1997 | "Virtuality"     | Mainstream Rock Tracks | 16       |